# Малый Иван (озеро)
Малый Иван — озеро в России, в Невельском районе на юге Псковской области.
Площадь — 8,0 км², максимальная глубина — 7,0 м, средняя глубина — 3,5 м.
Проточное. Вместе с озером Большой Иван составляет озеро Иван. Через реку Балаздынь соединяется с рекой Ловать. Протокой-проливом (длиной около 1 км) соединён с озером Большой Иван.
Лещово-судачий с ряпушкой. Массовые виды рыб: щука, окунь, плотва, лещ, краснопёрка, судак, язь, густера, пескарь, ряпушка, щиповка, верховка, уклея, линь, голец, сом, угорь, налим, вьюн, карась, карп; единично также широкопалый рак.